# Kungstornen
Las Kungstornen (en español: 'Torres del Rey') son dos torres gemelas, denominados individualmente Norra Kungstornet ('Torre del Rey del Norte') y Södra Kungstornet ('Torre del Rey del Sur'), en Norrmalm, Estocolmo. El Norra Kungstornet tiene 16 plantas y 60 metros de altura, y fue construido entre 1919 y 1924. El Södra Kungstornet, algo más alto, con 17 pisos y 61 metros de altura, fue construido entre 1924 y 1925. Fueron los edificios más altos de Suecia y unos de los primeros rascacielos de Europa, siendo su inspiración la arquitectura del Bajo Manhattan de la época.
Las torres están unidas por la parte inferior por el Malmskillnadsbron, puente que pasa por encima de la Malmskillnadsgatan. La torre norte fue diseñada por Sven Wallander y la torre sur fue diseñada por Ivar Callmander.